# Versalete

Versalete (small caps) utilizado em contexto.

Em tipografia, versalete (pronuncia-se [vərsɐˈlet(ə)]; também chamada em inglês de small caps), são caracteres maiúsculos com as mesmas dimensões de caracteres minúsculos. O versalete é utilizado em texto como um método de dar ênfase a determinada palavra ou expressão, em alternativa ao itálico ou quando o negrito é inapropriado, e o tamanho reduzido previne que palavras em letra maiúscula se destaquem por serem demasiado grandes, quando comparadas com o resto da mancha gráfica. Por exemplo, 'TEXTO EM VERSALETE' é grafado como 'texto em versalete'. O versalete pode ser utilizado para chamar a atenção à linha, ou expressão de abertura, no início do texto, e é também muito utilizado em entradas de dicionários e enciclopédias, em que muitas partes constituintes devem ser tipograficamente diferenciadas para assegurar uma maior clareza do conteúdo.
A tabela que se segue contém as letras do alfabeto latino básico em versaletes:
| a | b | c | d | e | f | g | h | i | j | k | l | m | n | o | p | q | r | s | t | u | v | w | x | y | z |
| a | b | c | d | e | f | g | h | i | j | k | l | m | n | o | p | q | r | s | t | u | v | w | x | y | z |

O atalho de teclado mais usual para usar versalete em um computador é pressionar Ctrl+Shift+K antes de digitar o texto desejado ou após selecioná-lo. 

## Usos
O uso de letras em versalete varia de acordo com as opções de estilo de diversas publicações. 
Por exemplo, muitas versões consagradas da Bíblia, em especial as baseadas na tradução de João Ferreira de Almeida, traduzem no Antigo Testamento o nome divino YHWH como "Senhor" (outras traduções podem usar Javé, Jeová ou o Eterno, este último por vezes também escrito em versalete Eterno, entre outros), para diferenciá-lo do título honorífico "senhor" (que não necessariamente será referência a Deus Pai).
Diversas revistas científicas usam letras em versalete no corpo do texto ou na seção de referências bibliográficas do artigo quando se trata de sobrenomes de autores – por exemplo, "Smith & Silva (2010)" ou "(Smith & Silva, 2010)". (Outras revistas adotam letras maiúsculas, ou minúsculas, ou uma mistura de estilos.) 
Outras publicações, incluindo periódicos não científicos e livros, podem por razões estilísticas exibir letras em versalete quando se trata de acrônimos de instituições e entidades (reais ou fictícias) e siglas diversas – por exemplo, eua, unesco, usp, g.a.d.u, etc.